# Boxe nos Jogos Olímpicos de Verão de 1904
O boxe fez sua estréia em olimpíadas nos Jogos Olímpicos de Verão de 1904 realizados em Saint Louis. Sete eventos foram disputados com domínio total dos Estados Unidos, únicos a competir na modalidade.

## Peso mosca (até 47,6 kg)
| Pos.   | País           | Atletas         |
| ------ | -------------- | --------------- |
| Ouro   | Estados Unidos | George Finnegan |
| Prata  | Estados Unidos | Miles Burke     |
| Bronze | -              | nenhum          |

| Vencedor        | Cod | Resultado | Perdedor    | Cod |
| --------------- | --- | --------- | ----------- | --- |
| George Finnegan | USA | NOC 1º    | Miles Burke | USA |

## Peso galo (até 52,2 kg)
| Pos.   | País           | Atletas         |
| ------ | -------------- | --------------- |
| Ouro   | Estados Unidos | Oliver Kirk     |
| Prata  | Estados Unidos | George Finnegan |
| Bronze | -              | nenhum          |

| Vencedor    | Cod | Resultado | Perdedor        | Cod |
| ----------- | --- | --------- | --------------- | --- |
| Oliver Kirk | USA | NOC 3º    | George Finnegan | USA |

## Peso pena (até 56,7 kg)
| Pos.   | País           | Atletas           |
| ------ | -------------- | ----------------- |
| Ouro   | Estados Unidos | Oliver Kirk       |
| Prata  | Estados Unidos | Frank Haller      |
| Bronze | Estados Unidos | Frederick Gilmore |

| Semi-final   |     |           |                   |     |
| Vencedor     | Cod | Resultado | Perdedor          | Cod |
| Frank Haller | USA | vence     | Frederick Gilmore | USA |
| Final        |     |           |                   |     |
| Oliver Kirk  | USA | vence     | Frank Haller      | USA |

## Peso leve (até 61,2 kg)
| Pos.   | País           | Atletas          |
| ------ | -------------- | ---------------- |
| Ouro   | Estados Unidos | Harry Spanger    |
| Prata  | Estados Unidos | James Jack Eagan |
| Bronze | Estados Unidos | Russell van Horn |

| Quartas de final    |     |           |                  |     |
| Vencedor            | Cod | Resultado | Perdedor         | Cod |
| Harry Spanger       | USA | NOC 2º    | Kenneth Jewett   | USA |
| Russell van Horn    | USA | W.O.      | Arthur Seward    | USA |
| Peter Sturholdt     | USA | W.O.      | Carroll Burton   | USA |
| James Jack Eagan    | USA | vence     | Joseph Lydon     | USA |
| Semi-final          |     |           |                  |     |
| Harry Spanger       | USA | vence     | Russell van Horn | USA |
| James Jack Eagan    | USA | vence     | Peter Sturholdt  | USA |
| Disputa pelo bronze |     |           |                  |     |
| Russell van Horn    | USA | vence     | Peter Sturholdt  | USA |
| Final               |     |           |                  |     |
| Harry Spanger       | USA | vence     | James Jack Eagan | USA |

## Peso meio-médio (até 65,8 kg)
| Pos.   | País           | Atletas          |
| ------ | -------------- | ---------------- |
| Ouro   | Estados Unidos | Albert Young     |
| Prata  | Estados Unidos | Harry Spanger    |
| Bronze | Estados Unidos | James Jack Eagan |
| Bronze | Estados Unidos | Joseph Lydon     |

| Semi-final    |     |           |                  |     |
| Vencedor      | Cod | Resultado | Perdedor         | Cod |
| Albert Young  | USA | vence     | James Jack Eagan | USA |
| Harry Spanger | USA | vence     | Joseph Lydon     | USA |
| Final         |     |           |                  |     |
| Albert Young  | USA | vence     | Harry Spanger    | USA |

## Peso médio (até 71,7 kg)
| Pos.   | País           | Atletas           |
| ------ | -------------- | ----------------- |
| Ouro   | Estados Unidos | Charles Mayer     |
| Prata  | Estados Unidos | Benjamin Spradley |
| Bronze | -              | nenhum            |

| Vencedor      | Cod | Resultado | Perdedor          | Cod |
| ------------- | --- | --------- | ----------------- | --- |
| Charles Mayer | USA | NOC 3º    | Benjamin Spradley | USA |

## Peso pesado (+ 71,7 kg)
| Pos.   | País           | Atletas          |
| ------ | -------------- | ---------------- |
| Ouro   | Estados Unidos | Samuel Berger    |
| Prata  | Estados Unidos | Charles Mayer    |
| Bronze | Estados Unidos | William Michaels |

| Semi-final    |     |           |                  |     |
| Vencedor      | Cod | Resultado | Perdedor         | Cod |
| Samuel Berger | USA | NOC 3º    | William Michaels | USA |
| Final         |     |           |                  |     |
| Samuel Berger | USA | vence     | Charles Mayer    | USA |

## Quadro de medalhas do boxe
| Ordem | País               | Medalha de ouro | Medalha de prata | Medalha de bronze |    |
| ----- | ------------------ | --------------- | ---------------- | ----------------- | -- |
| 1     | USA Estados Unidos | 7               | 7                | 5                 | 19 |